# Château de Vayres (Saint-Georges-lès-Baillargeaux)
Pour le château en Gironde, voir Château de Vayres.
Le château de Vayres est situé à Saint-Georges-lès-Baillargeaux dans le département de la Vienne (région Nouvelle-Aquitaine).

## Histoire
Construit à partir du XIVe siècle, il a été inscrit aux monuments historiques en 1959 (façades et toitures du château), inscrit en 1966 (jardins) et classé en 1994 (fuie du château).
À la fin des années 1930, le château est acheté par le photographe François Kollar qui s'y installe avec sa famille durant l'Occupation.